# 早霧せいな
早霧 せいな（さぎり せいな、1980年9月18日 - ）は、日本の元女優。元宝塚歌劇団雪組トップスター。愛称は、ちぎ。
長崎県佐世保市、県立佐世保西高等学校出身。

## 来歴
1999年、宝塚音楽学校入学。
2001年、宝塚歌劇団に87期生として入団。入団時の成績は19番。宙組公演「ベルサイユのばら2001」で初舞台。その後、宙組に配属。
男役としては小柄ながら、抜群の運動神経を生かしたダンス、繊細な役作りで評価を受け、2006年、和央ようか・花總まりトップコンビ退団公演となる「NEVER SAY GOODBYE」で、新人公演初主演。同年、貴城けい・紫城るいトップコンビ大劇場お披露目であり退団公演ともなる「維新回天・竜馬伝!」で、2度目の新人公演主演。
2008年のバウ・ワークショップ「殉情」で、バウホール公演初主演。
2009年2月24日付で雪組へと組替え。同年の「雪景色」（バウホール・日本青年館公演）で、バウホール・東上公演ダブル主演。沙央くらまと役替わりで6役を演じ分ける。
2011年の「ニジンスキー」（バウホール・日本青年館公演）で、バウホール・東上公演単独初主演。
2012年の「双曲線上のカルテ」（バウホール・日本青年館公演）で、2度目の東上公演単独主演。
2014年の「ベルサイユのばら」で全国ツアー公演初主演。同年9月1日付で雪組トップスターに就任。1998年に創設された宙組出身者から誕生した初のトップとなった。相手役に咲妃みゆを迎え、翌年の「ルパン三世／ファンシー・ガイ!」でトップコンビ大劇場お披露目。
2017年7月23日、「幕末太陽傳／Dramatic “S”!」東京公演千秋楽をもって、宝塚歌劇団を退団。同時退団となった咲妃とのコンビは、平成のゴールデンコンビと謳われ、トップ就任後の大劇場主演作が5作連続で客席稼働率100％超えを達成し、これは宝塚史上初の記録となった。
退団後は2018年の舞台「るろうに剣心」で主演。自身が宝塚時代に主演した代表作で、再び主役の緋村剣心を演じることとなった。
2021年の「ドラゴン桜」（TBS系）で、自身初となる連続ドラマのレギュラー出演を果たす。
2023年6月1日付で、「早霧せいな」としての活動にピリオドを打つことを自身のSNSで報告。芸能活動から引退した。

## 人物
実妹はフリーアナウンサーの千北英倫子である。

## 宝塚歌劇団時代の主な舞台

### 初舞台
- 2001年4 - 5月、宙組『ベルサイユのばら2001-フェルゼンとマリー・アントワネット編-』（宝塚大劇場）[6]

### 宙組時代
- 2001年6 - 8月、『ベルサイユのばら2001-フェルゼンとマリー・アントワネット編-』（東京宝塚劇場）
- 2001年11 - 2002年3月、『カステル・ミラージュ』 - 新人公演：コーサ・ノストラ（本役：夏大海／珠洲春希）『ダンシング・スピリット!』
- 2002年4 - 5月、『エイジ・オブ・イノセンス』（バウホール・日本青年館） - 秘書
- 2002年7 - 11月、『鳳凰伝』 - 新人公演：ぜリム（本役：初嶺まよ）『ザ・ショー・ストッパー』
- 2002年12 - 2003年1月、『聖なる星の奇蹟-いつか出会う君に-』（ドラマシティ・赤坂ACTシアター）
- 2003年2 - 6月、『傭兵ピエール』 - 新人公演：ギョーム（本役：七帆ひかる）『満天星大夜總会』
- 2003年8月、『鳳凰伝』 - 博士『ザ・ショー・ストッパー』（博多座）
- 2003年10 - 2004年2月、『白昼の稲妻』 - ペール、新人公演：サバティエ（本役：大和悠河）『テンプテーション!』
- 2004年3月、『BOXMAN-俺に破れない金庫などない-』（日本青年館・ドラマシティ） - デレク
- 2004年5 - 8月、『ファントム』 - 従者、新人公演：リシャール（本役：遼河はるひ）
- 2004年10 - 11月、『風と共に去りぬ』（全国ツアー） - フィル
- 2005年1 - 4月、『ホテル ステラマリス』 - 新人公演：ガイ・プレスコット（本役：大和悠河）『レヴュー伝説』
- 2005年5 - 6月、『Le Petit Jardin（ル プティ ジャルダン）』（バウホール） - パトリック
- 2005年8 - 11月、『炎にくちづけを』 - サート、新人公演：パリア（本役：大和悠河）『ネオ・ヴォヤージュ』
- 2005年12月、和央ようかライブショー『W-WING-』（ドラマシティ）
- 2006年3 - 7月、『NEVER SAY GOODBYE』 - タリック、新人公演：ジョルジュ・マルロー（本役：和央ようか） 新人公演初主演[11][6][18][3]
- 2006年8月、『UNDERSTUDY』（バウホール） - コーネリアス・グリーン
- 2006年11 - 2007年2月、『維新回天・竜馬伝!』 - 沖田総司、新人公演：坂本竜馬（本役：貴城けい）『ザ・クラシック』 新人公演主演[11][6]
- 2007年3 - 4月、『A／L（アール）-怪盗ルパンの青春-』（ドラマシティ・日本青年館・中日劇場） - ドニス・カンデラ
- 2007年6 - 7月、『バレンシアの熱い花』 - マルコス、代役：ドン・ファン・カルデロ（本役：七帆ひかる）[注釈 1]、新人公演：ラモン・カルドス（本役：蘭寿とむ／北翔海莉）『宙 FANTASISTA!』（宝塚大劇場）
- 2007年8 - 9月、『バレンシアの熱い花』 - マルコス、新人公演：ラモン・カルドス（本役：蘭寿とむ／北翔海莉）『宙 FANTASISTA!!』（東京宝塚劇場）
- 2007年11月、『THE SECOND LIFE』（バウホール） - ケリー・スレーター
- 2008年2 - 5月、『黎明（れいめい）の風』 - 宮川喜一郎『Passion 愛の旅』
- 2008年6 - 7月、『殉情（じゅんじょう）』（バウホール） - 佐助 バウWS主演[12][6][3]
- 2008年9 - 12月、『Paradise Prince（パラダイス プリンス）』 - ピーター『ダンシング・フォー・ユー』
- 2009年2月、『外伝 ベルサイユのばら-アンドレ編-』 - オスカル[注釈 2]／ベルナール[注釈 2]『ダンシング・フォー・ユー』（中日劇場）

### 雪組時代
- 2009年5月、『風の錦絵』『ZORRO 仮面のメサイア』 - オリバレス総督（東京宝塚劇場のみ）
- 2009年7 - 10月、『ロシアン・ブルー』 - ダーリン・ロス『RIO DE BRAVO!!（リオ デ ブラボー）』
- 2009年11 - 12月、『雪景色』（バウホール・日本青年館） - 小四郎[注釈 3]／三五郎[注釈 3]／伊左次[注釈 3]／吉蔵[注釈 3]／伊予三郎忠嗣[注釈 3]／伊予四郎信嗣[注釈 3] バウ・東上W主演[16][15][6][18]
- 2010年2 - 4月、『ソルフェリーノの夜明け』 - ベルガー『Carnevale（カルネヴァーレ）睡夢（すいむ）』[6]
- 2010年6 - 9月、『ロジェ』 - クラウス『ロック・オン!』[6]
- 2010年10 - 11月、『はじめて愛した』（ドラマシティ・日本青年館） - ベルモンド
- 2011年1 - 3月、『ロミオとジュリエット』 - マーキューシオ[18]
- 2011年4 - 5月、『ニジンスキー-奇跡の舞神-』（バウホール・日本青年館） - ヴァーツラフ・ニジンスキー 東上主演[17][18][3]
- 2011年7月、『ハウ・トゥー・サクシード』（梅田芸術劇場） - バド・フランプ
- 2011年9 - 11月、『仮面の男』 - ダルタニアン『ROYAL STRAIGHT FLUSH!!』
- 2011年12 - 2012年1月、『Samourai』（ドラマシティ・日本青年館） - 渡会晴玄
- 2012年3 - 5月、『ドン・カルロス』 - ポーザ侯爵『Shining Rhythm!』
- 2012年7 - 8月、『双曲線上のカルテ』（バウホール・日本青年館） - フェルナンド＝デ・ロッシ 東上主演[17][18]
- 2012年10 - 12月、『JIN-仁-』 - 坂本龍馬『GOLD SPARK!-この一瞬を永遠に-』[18]
- 2013年2月、『若き日の唄は忘れじ』 - 小和田逸平『Shining Rhythm!』（中日劇場）[18]
- 2013年4 - 7月、『ベルサイユのばら-フェルゼン編-』 - オスカル・フランソワ・ド・ジャルジェ／ベルナール[注釈 4][10][18]
- 2013年11 - 2014年2月、『Shall we ダンス?』 - エラ『CONGRATULATIONS 宝塚!!』 大劇場ヒロイン[10][18]
- 2014年3月、『ベルサイユのばら-オスカルとアンドレ編-』（全国ツアー） - オスカル・フランソワ・ド・ジャルジェ 全国ツアー初主演[18]
- 2014年6 - 8月、『一夢庵風流記 前田慶次』 - 奥村助右衛門『My Dream TAKARAZUKA』

### 雪組トップスター時代
- 2014年10月、『伯爵令嬢』（日生劇場） - アラン・ド・オルレアン トップお披露目公演[10][18]
- 2015年1 - 3月、『ルパン三世 -王妃の首飾りを追え!-』 - ルパン三世『ファンシー・ガイ!』 大劇場トップお披露目公演[7][10][19][3]
- 2015年5月、『星影の人』 - 沖田総司『ファンシー・ガイ!』（博多座）
- 2015年7 - 10月、『星逢一夜（ほしあいひとよ）』 - 天野晴興（紀之介）『La Esmeralda（ラ エスメラルダ）』[7]
- 2015年11 - 12月、『哀しみのコルドバ』 - エリオ･サルバドール『La Esmeralda（ラ エスメラルダ）』（全国ツアー）
- 2016年2 - 5月、『るろうに剣心』 - 緋村剣心[7]
- 2016年6 - 8月、『ローマの休日』（中日劇場・赤坂ACTシアター・梅田芸術劇場） - ジョー・ブラッドレー[10]
- 2016年10 - 12月、『私立探偵ケイレブ・ハント』 - ケイレブ・ハント『Greatest HITS!』[10]
- 2017年2月、『星逢一夜（ほしあいひとよ）』 - 天野晴興（紀之介）『Greatest HITS!』（中日劇場）
- 2017年4 - 7月、『幕末太陽傳（ばくまつたいようでん）』 - 居残り佐平次『Dramatic “S”!』 退団公演[7][10][19][20][3]

### 出演イベント
- 2001年9月、『ベルサイユのばら メモランダム』
- 2002年11月、『アキコ・カンダレッスン発表会』
- 2006年9月、TCAスペシャル2006『ワンダフル・ドリーマーズ』
- 2006年9月、貴城けいコンサート『I have a dream』[23]
- 2006年10月、第47回『宝塚舞踊会』
- 2007年9月、『TAKARAZUKA SKY STAGE5th Anniversary Special』
- 2009年12月、タカラヅカスペシャル2009『WAY TO GLORY』
- 2010年12月、タカラヅカスペシャル2010『FOREVER TAKARAZUKA』
- 2013年9月、早霧せいなディナーショー『SS』 主演[24]
- 2013年10月、第52回『宝塚舞踊会』[25]
- 2014年4月、宝塚歌劇100周年 夢の祭典『時を奏でるスミレの花たち』
- 2014年10月、『宝塚歌劇100周年記念 大運動会』
- 2014年12月、タカラヅカスペシャル2014『Thank you for 100 years』
- 2015年12月、タカラヅカスペシャル2015『New Century，Next Dream』

## 宝塚歌劇団退団後の主な活動

### 舞台
- 2017年11月、『SECRET SPLENDOUR』（TBS赤坂ACTシアター・ドラマシティ）
- 2018年5 - 6月、『ウーマン・オブ・ザ・イヤー』（ドラマシティ・TBS赤坂ACTシアター） - テス・ハーディング[7]
- 2018年10 - 11月、『浪漫活劇 るろうに剣心』（新橋演舞場・大阪松竹座） - 緋村剣心[5]
- 2019年4月、『まほろば』（シアターイースト・ドラマシティ） - 長女ミドリ[7]
- 2020年3月、『脳内ポイズンベリー』（新国立劇場） - 池田[3]
- 2020年9 - 11月、『ゲルニカ』（PARCO劇場・京都劇場・りゅーとぴあ・穂の国とよはし芸術劇場PLAT・北九州芸術劇場） - レイチェル[26][3]
- 2021年5 - 6月、『DOORS』（世田谷パブリックシアター・太田市民会館・りゅーとぴあ・富山県民会館・ももちパレス）[27]
- 2022年7 - 2023年5月、『ハリー・ポッターと呪いの子』（TBS赤坂ACTシアター） - ハーマイオニー・グレンジャー[注釈 5][28][4]

### ドラマ
- 2019年12月、テレビ朝日『科捜研の女』第23・24話 -  真柴有雨子[3][5]
- WOWOW『異世界居酒屋「のぶ」』 -  リオンティーヌ[29][3][5]
  - 2020年5 - 7月
  - 2022年5 - 7月、Season2〜魔女と大司教編〜[30]
  - 2023年1 - 3月、Season3〜皇帝とオイリアの王女編〜[31]
- 2021年4 - 6月、TBS『ドラゴン桜』第2シリーズ - 岸本香[5]

### TV出演
- 2022年4 - 2023年6月、BS朝日『そこに山があるから』[32]

### ライブ・コンサート
- 2021年9月、SEINA SAGIRI 20th ANNIVERSARY CONCERT“SOMEWHERE”（Bunkamura オーチャードホール）[33]

### 書籍
- 2019年8月、『夢のつかみ方、挑戦し続ける力』（河出書房新社）[3]

### 写真集
- 2018年4月、Interlude（ワニブックス）[34]

### 関連書籍
- 2023年3月、早花まこ「すみれの花、また咲く頃」（新潮社）[35][36]

## 受賞歴
- 2007年、『宝塚歌劇団年度賞』 - 2006年度新人賞[37]
- 2012年、『宝塚歌劇団年度賞』 - 2011年度努力賞[37]
- 2015年、『宝塚歌劇団年度賞』 - 2014年度優秀賞[38]
- 2017年、『宝塚歌劇団年度賞』 - 2016年度優秀賞[39]